# Adobe Illustrator
Adobe Illustrator è un software per l'elaborazione di immagini e per la grafica vettoriale prodotto da Adobe a partire dal 1987. Il programma è utilizzato da milioni di designer e artisti di tutto il mondo per progettare qualsiasi tipo di grafica destinata all'editoria, al web e per dispositivi mobili.

## Storia
La prima pubblicazione 1.0 è stata nel dicembre 1986 (ufficiale gennaio 1987) per Apple Macintosh e aggiornata fino alla 1.6, nel 1988 la versione 1.7 venne nominata "Illustrator 88". La prima versione per Windows risale al 1989 ed è la 2.0 ma non ebbe successo, anche perché assomigliava più alle versioni precedenti di Adobe Illustrator per Apple Macintosh che a quella equivalente, o ai corrispettivi programmi di grafica vettoriale nativi per l'ambiente Microsoft Windows come, ad esempio Corel Draw. Oltre ad essere venduto singolarmente, Adobe Illustrator è inserito nella Adobe Creative Suite.
Con l'acquisizione di Macromedia avvenuta nel 2005, Adobe ha deciso di continuare lo sviluppo del solo Illustrator e di dismettere quindi lo storico concorrente FreeHand.

## Funzionalità
Adobe Illustrator permette di costruire immagini vettoriali attraverso forme geometriche o attraverso degli strumenti di tracciatura fondamentali (detti per l'appunto vettori). Dalla versione CC è disponibile lo strumento Curvatura, che permette di posizionare semplicemente i punti e creare angoli per linee rette senza utilizzare punti di ancoraggio e maniglie. È possibile ricostruire loghi da scansioni attraverso il sistema di ricalco automatico (nella versione CS2) o, in alternativa, manualmente.
Tra i lavori comunemente realizzati con Illustrator vi sono loghi, icone, prodotti pubblicitari (biglietti da visita, cartellonistica, scritte, illustrazioni per libri) o anche layout per siti web. La gestione degli effetti di trasparenza consente, tra l'altro, di esportare progetti grafici nativi in formati di file che normalmente non gestiscono la trasparenza (come ad esempio WMF ed EMF), usufruendo di appositi strumenti di conversione. In più le cornici di testo si ridimensionano automaticamente durante l'aggiunta o la modifica di un testo. Nelle ultime versioni del prodotto sono state aggiunte varie migliorie per perfezionare e migliorarne l'efficienza, tra cui la possibilità di ridimensionare le tavole di disegno e controllare i riempimenti nel pannello campioni, cursori per regolare l'opacità e tanto altro ancora.

## Versioni
(linea temporale basata sulle date di distribuzione inglesi)
- Illustrator 1.0 uscita nel 1987
- Illustrator 1.1 pubblicata il 19 marzo del 1987
- Illustrator 88 uscita nel 1988
- Illustrator 2.0 uscita nel 1989
- Illustrator 3.0 uscita nel 1990
- Illustrator 3.5 uscita nel 1991
- Illustrator 4.0 uscita nel 1992
- Illustrator 5.0 uscita nel 1993
- Illustrator 5.5 uscita nel 1994
- Illustrator 6.0 uscita nel 1996
- Illustrator 7.0 uscita nel 1997
- Illustrator 8.0 uscita nel 1998
- Illustrator 9.0 uscita nel 2000
- Illustrator 10.0 uscita nel 2001
- Illustrator CS (11) uscita nel 2003
- Illustrator CS2 (12) uscita nel 2005
- Illustrator CS3 (13) uscita nel 2007
- Illustrator CS4 (14) uscita nel 2008
- Illustrator CS5 (15) uscita nel 2010
- Illustrator CS6 (16) uscita nel 2012
- Illustrator CC (17) uscita nel 2013
- Illustrator CC 2014 (18) uscita nel 2014
- Illustrator CC 2015 (19) uscita nel 2015
- Illustrator CC 2015.3 (20) uscita nel 2016
- Illustrator CC 2017 (21) uscita nel 2016
- Illustrator CC 2018 (22) uscita nel 2017
- Illustrator CC 2019 (23) uscita nel 2018
- Illustrator 2020 (24) uscita nel 2019
- Illustrator 2021 (25) uscita nel 2020
- Illustrator 2022 (26) uscita nel 2021
- Illustrator 2023 (27) uscita nel 2022
- Illustrator 2024 (28) uscita nel 2023
- Illustrator 2025 (29) uscita nel 2024